# Anchicubaris scoriformis
Anchicubaris scoriformis là một loài chân đều trong họ Armadillidae. Loài này được Collinge miêu tả khoa học năm 1945.